# Graciela Bernardo
Graciela Elena Torres Tavernini, conocida artísticamente como , Graciela Bernardo (Monclova; 11 de enero de 1947 - Ciudad de México; 27 de enero de 2018) fue una actriz de televisión mexicana.

## Trayectoria
Nacida en Coahuila. Graciela Bernardo estudió la carrera de arquitectura en la Universidad Nacional Autónoma de México. Posteriormente estudió arte dramático en el Instituto Andrés Soler. Se conoce poco sobre la vida personal de esta actriz. 
Participó en innumerables telenovelas como Mamá Campanita, Dulce desafío, Imperio de cristal, Luz Clarita, El noveno mandamiento, El juego de la vida, Amarte es mi pecado y Las dos caras de Ana. En la última telenovela mencionada, producida por Lucero Suárez interpretó a Aurora. Respecto a su personaje, ella comentó: 

«Al principio a mí me decía Lucero (la productora), "es que estás muy elegante para interpretar a una nana" y compañeros míos me han dicho "¿Graciela interpretando a una nana?, como que no te va físicamente", pero ahora me dicen "te la creo perfecto como nana"».
Graciela.

También respecto a su trabajo como actriz, comentó: 

«El actuar te da una forma de caminar, te da tonos de voz, te da mil cosas, a veces no estás concientemente actuando, sino que te formas tu personaje, lo estudias, estudias sus parlamentos, te vas metiendo tanto en la situación que empieza a correr solo el personaje.»
Graciela.

## Filmografía

### Telenovelas
- La mujer del Vendaval (2012 - 2013) - Trabajadora social.
- Juro que te amo (2008 - 2009) .... Doña Bernardina.
- Las dos caras de Ana (2006 - 2007) .... Aurora Sarmiento.
- Barrera de amor (2005 - 2006) .... Griselda Martínez.
- Piel de otoño (2005).[2]
- Amarte es mi pecado (2004) .... Bettina Riquelme.
- De pocas, pocas pulgas (2003) .... Directora.
- Las vías del amor (2002 - 2003) .... Felicia
- El juego de la vida (2001 - 2002) .... Camila de la Mora.
- María Belén (2001) .... Trinidad Gutiérrez.
- El noveno mandamiento (2001) .... Lola.
- Tres mujeres (1999 - 2000).
- Huracán (1997 - 1998) .... Milagros.
- Luz Clarita (1996 - 1997) .... Señora Directora.
- María la del barrio (1995 - 1996) .... Doctora Manríquez.
- Imperio de cristal (1994 - 1995) .... Nora de López Monroy.
- Capricho (1993) .... Alicia "Licha" Gutiérrez.
- La sonrisa del diablo (1992).
- Vida robada (1991 - 1992).
- Valeria y Maximiliano (1991 - 1992) .... Doctora Sentíes.
- Cadenas de amargura (1991) .... Lupita.
- Cenizas y diamantes (1990 - 1991) .... Escalante.
- Dulce desafío (1988 - 1989) .... Adriana de la Peña.
- Nuevo amanecer (1988 - 1989) .... Cora.
- Dos vidas (1988).
- El pecado de Oyuki (1988) .... Elena.
- Cómo duele callar (1987) .... Filomena.
- Marionetas (1986).
- Tania (1980) .... Kitty
- Doménica Montero (1978) .... Nieves.
- Mamá Campanita (1978 - 1979) .... Elisa.
- Marcha nupcial (1977 - 1978) .... Sor Caridad.
- La venganza (1977) .... Daniela.

### Series
- Como dice el dicho. Episodios:
  - "La dicha reúne..." (2012) .... Beatriz.
  - "Dios retarda la justicia" (2011) .... Directora.
- La rosa de Guadalupe. Episodios:
  - "El juramento" (2008) .... Hortensia.
  - "Amenaza silenciosa" (2008) .... Julia.
- ¿Qué nos pasa? (1998)
- Mujer, casos de la vida real (1995 - 2004) (13 episodios)

### Película
- Principio y fin (1992) .... Señora.